# 완화제

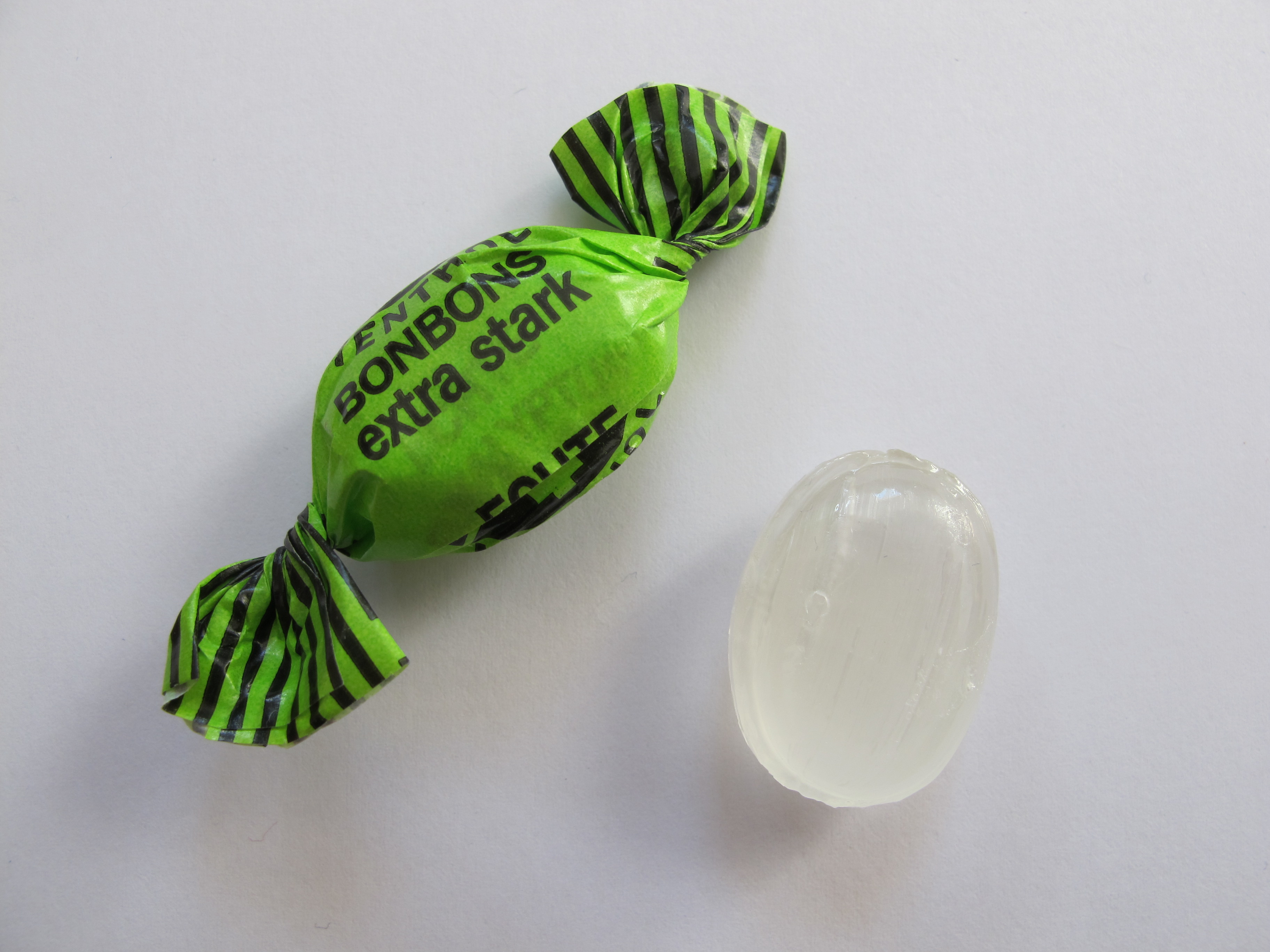
진해정

완화제(緩和劑, 영어: demulcent)는 피부의 상처를 낫게 하고 부드럽게 하는 약이다. 완화제는 점막 위에 진정 보호막을 형성하여 막의 경미한 통증과 염증을 완화시키는 점액성 또는 유성 제제이다. 그러나 일반적으로 도움이 되는 시간은 30분 미만이다.
완화제는 때때로 점액보호제라고도 한다. 펙틴, 글리세린, 꿀, 시럽과 같은 완화제는 기침 혼합물과 기침약의 일반적인 성분이다.

## 예시
천연 완화제에는 미끄러운 느릅나무, 펙틴, 감초 뿌리 및 마시맬로가 포함된다.
합성 완화제에는 메틸셀룰로오스, 프로필렌 글리콜, 글리세린이 포함된다.